# Fénols
Fénols är en kommun i departementet Tarn i regionen Occitanien i södra Frankrike. Kommunen ligger i kantonen Cadalen som tillhör arrondissementet Albi. År 2022 hade Fénols 247 invånare.

## Befolkningsutveckling
Antalet invånare i kommunen Fénols
| Referens: INSEE |